# Aichryson divaricatum

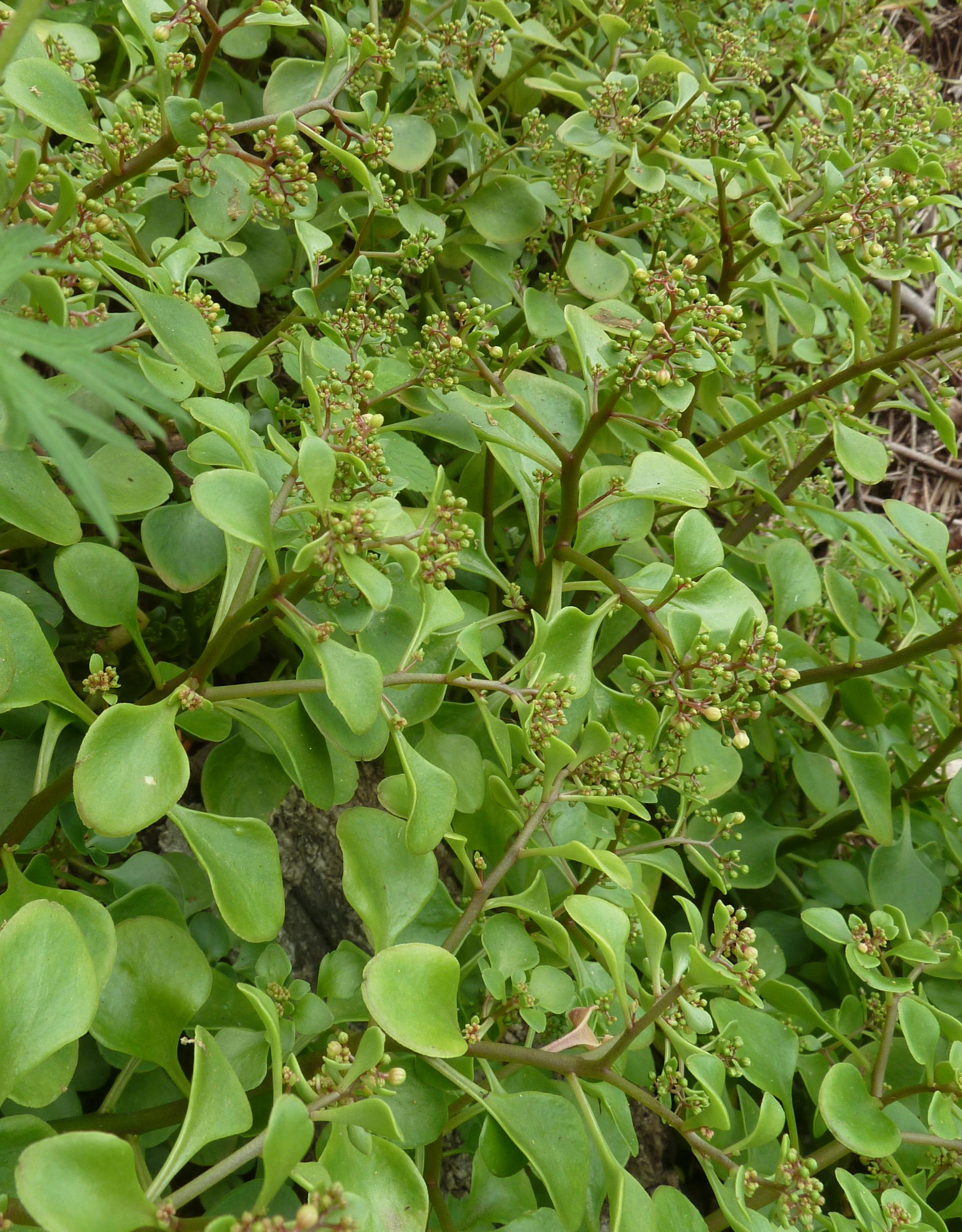
Aichryson divaricatum

Aichryson divaricatum és una espècie de planta del gènere Aichryson de la família de les Crassulaceae.

## Taxonomia
Aichryson divaricatum (Aiton) Praeger va ser descrita per Robert Lloyd Praeger i publicada a An Account of the Sempervivum group. London. 125 (1932).
Etimologia
- divaricatum : epítet llatí que significa 'escampada'.[2]